# Ocean Ridge
Ocean Ridge – miasto w Stanach Zjednoczonych, w stanie Floryda, w hrabstwie Palm Beach.